# Neodesha
Neodesha es una ciudad ubicada en el condado de Wilson en el estado estadounidense de Kansas. En el año 2010 tenía una población de 2486 habitantes y una densidad poblacional de 828,67 personas por km².

## Geografía
Neodesha se encuentra ubicada en las coordenadas 37°25′25″N 95°40′52″O / 37.42361, -95.68111 (37.423512, -95.681185).

## Demografía
Según la Oficina del Censo en 2000 los ingresos medios por hogar en la localidad eran de $26,042 y los ingresos medios por familia eran $34,537. Los hombres tenían unos ingresos medios de $25,330 frente a los $17,191 para las mujeres. La renta per cápita para la localidad era de $13,406. Alrededor del 14.7% de la población estaban por debajo del umbral de pobreza.